# آرثر مارشال
آرثر مارشال (بالإنجليزية: Arthur Harold Marshall)‏ هو سياسي بريطاني (وحمل سابقاً جنسية المملكة المتحدة لبريطانيا العظمى وأيرلندا)، ولد في 2 أغسطس 1870، وتوفي في 18 يناير 1956. حزبياً، نشط في الحزب الليبرالي. في الانتخابات العمومية البريطانية في ديسمبر 1910 ‏، انتخب عضو برلمان المملكة المتحدة الـ30 عن دائرة ويكفيلد (3 ديسمبر 1910 – 25 نوفمبر 1918) وفي الانتخابات العامة في المملكة المتحدة 1922 ‏، انتخب عضو برلمان المملكة المتحدة الـ32 عن دائرة Huddersfield ‏ (15 نوفمبر 1922 – 16 نوفمبر 1923).